# Splitski katedralni dekanat
Splitski katedralni dekanat je teritorijalno-pastoralna jedinica u sastavu Splitsko-makarske nadbiskupije nastala odvajanjem izvangradskih župa iz ustroja nekadašnjeg Splitskog dekanata. Stari Splitski dekanat bio je formiran 1834. godine i obuhvaćao je veliko područje. Do 1947. imao je 32 župe i bio je podijeljen na četiri vicedekanata. Grad Split je do 1946. bio podijeljen na svega šest župa: Gradska (katedralna), Veli Varoš, Lučac i Manuš, Pojišan i Dobri.
Sjedište dekanata bilo je pri katedrali, a vicedekanata na Lučcu, kojemu su pripadale sljedeće prigradske župe: Kaštel Gomilica, Kaštel Kambelovac, Kaštel Sućurac, Kućine, Mravince, Solin, Stobreč-Kamen i Vranjic. Jeseničkom vicedekanatu pripadale su župe: Jesenice, Podstrana, Sitno Donje, Sitno Gornje, Srinjine i Žrnovnica. Kliškom vicedekanatu pripadale su župe: Dugopolje, Klis, Kotlenice, Konjsko, Muć Donji, Muć Gornji, Neorić i Prugovo. Šoltanski vicedekanat sastojao se od sljedećih župa: Donje Selo, Gornje Selo, Grohote, Maslinica i Srednje Selo.
Dana 1. siječnja 1947. biskup Kvirin Klement Bonefačić (1923. – 1954.) osnovao je župa Svete Obitelji Nazaretske u Splitu i već je za Uskrs preustrojio dotadašnji Splitski dekanat na način da je područje gradskih župa izdvojio u poseban dekanat, dok je prigradske župe, uključujući i župu Koprivno (dotada u sklopu Cetinskog dekanata), priključio novoutemeljenom Solinskom dekanatu.
Reorganizirani Splitski dekanat imao je prilikom osnivanja 1947. godine svega 6 župa, ali kako je stanovništvo grada počelo naglo rasti, do 2003. nastalo je devetnaest novih župa, čime se ukupan broj župa popeo na njih 25. Nove župe osnivane su u razdoblju 1966. – 1994.: Brda (1966.), Kman (1966.), Škrape (1967.), Meje (1967.), Poljud (1967.), Lučac (1967.), Visoka (1968.), Žnjan (1972.), Spinut (1974.), Mejaši (1975.), Pujanke (1980.), Manuš (1983.), Sirobuja (1989.), Sućidar (1990.), Mertojak (1991.), Trstenik (1991.), Ravne njive (1993.), Kocunar (1994.) i Neslanovac (1994.).
Dana 13. kolovoza 2003. godine nadbiskup mons. Marin Barišić razdijelio je Splitski dekanat na dva dijela: Katedralni i Konkatedralni. U Katedralni dekanat uvršteno je 12 župa: katedralna Uznesenja Blažene Djevice Marije (Grad), Sv. Križa (Veli Varoš), Gospe od Zdravlja (Dobri), Svete Obitelji Nazaretske (Sukoišan), Gospe od Pojišana (Pojišan), Presvetog Srca Marijina (Blatine-Škrape), Marije Pomoćnice kršćana (Kman), Pohođenja Blažene Djevice Marije (Spinut), Sv. Trojice (Poljud), Sv. Stjepana pod borovima (Meje), Sv. Roka Ispovjednika (Manuš) i Gospe od Ružarija (Lučac).